# 山本贤治
山本賢治（日语：山本 賢治（やまもと けんじ）、4月27日—）是日本的漫画家和漫画原作者。最早在1993年于富士美出版『COMIC CANDY TIME』同年5月号画成年漫画，在2007年因为视网膜脱落青光眼，所以《魔兽游戏王Es》（カオシックルーンEs）休載。

## 作品
- 魔獸遊戲王（カオシックルーン，《周刊少年Champion》連載，秋田書店發行。單行本全8卷）

生物设计是神宮司訓之。讲的是中血生源獠牙在一场飞机失事幸存，但却被谣传他是食同机乘客的尸体活下来。后来转学去另一个学校，得到能召唤魔兽的卡片。
- 魔獸遊戲王Es（カオシックルーンEs，又譯《魔卡怪物》，《Champion RED》連載，休載中。秋田書店發行。單行本已刊5卷。）
- trash. 黑街殺手（trash.，原作，作画：D.P、連載、秋田書店發行。單行本全11卷）
- CRIMEZONE -罪惡禁區-（CRIMEZONE -クリム・ゾン-，原作，作畫：、《月刊龍時代》連載、富士見書房發行。單行本全5卷）
- 美俏女劍士紅〈構成・分鏡〉（お姉チャンバラ紅、《Champion RED》連載、秋田書店發行、單卷）
- 裝甲惡鬼村正 鏖〈構成・分鏡〉（装甲悪鬼村正 鏖、《Champion RED》連載、秋田書店發行、單卷）